# Кайбицы
Ка́йбицы — село в Буинском районе Татарстана, административный центр Кайбицкого сельского поселения.

## География
Располагается на левом притоке реки Свияга, в 8 километрах к северо-западу от города Буинска.

## История
В окрестностях села выявлены археологические памятники: Кайбицкое селище (первая половина II тысячелетия до нашей эры), Кайбицкие курганы (без датировки).
Основано в XVII веке. 
В XVIII — 1-й половине XIX веков жители относились к категориям государственных и  удельных (бывшие дворцовые) крестьян, несли лашманскую повинность. Население занималось земледелием, разведением скота, лапотным, плотничным, тележным промыслами.
В 1780 году, при создании Симбирского наместничества, деревня Ахмаметева Кайбецы тож, крещеных татар, служилых татар, из Свияжского уезда вошла в состав Буинского уезда.
В «Списке населенных мест по сведениям 1859 года», изданном в 1863 году, населённый пункт упомянут как лашманская деревня Кайбицы (Ахмаметево) 2-го стана Буинского уезда Симбирской губернии. Располагалась на правом берегу речки Сухой Лаще, на коммерческом тракте из Буинска в Курмыш, в 9 верстах от уездного города Буинска и в 35 верстах от становой квартиры в удельной деревне Шихарданы. В деревне, в 96 дворах проживали 788 человек (379 мужчин и 409 женщин), была мечеть.
В начале XX века в селе функционировали 2 мечети, мектеб, мельница. В этот период надел земельного владения сельской общины составлял 1742 десятины.
До 1920 года село входило в Старо-Студенецкую волость Буинского уезда Симбирской губернии. С 1920 года село вошло в состав Буинского кантона Татарской АССР. С 10 августа 1930 года село находится в Буинском районе.
В 1931 году в селе был организован колхоз «Маяк», с 1991 года Ассоциация крестьянских хозяйств «Маяк», с 2004 года ООО «Авангард», с 2013 года ООО «Ак Барс Буинск».
В 1972—1984 годах при школе работал интернат.

## Население
| 1782 | 1859 | 1880 | 1897 | 1911 | 1913 | 1920 | 1926 | 1938 | 1949 | 1958 | 1970 | 1979 | 1989 | 2002 | 2010 | 2015 |
| ---- | ---- | ---- | ---- | ---- | ---- | ---- | ---- | ---- | ---- | ---- | ---- | ---- | ---- | ---- | ---- | ---- |
| 209  | 788  | 967  | 1192 | 1343 | 1636 | 1331 | 1110 | 970  | 992  | 1861 | 968  | 974  | 599  | 636  | 581  | 540  |

Национальный состав села — татары.

## Экономика
Жители работают преимущественно в ООО «Агрофирма «Авангард», занимаются полеводством, мясо-молочным скотоводством.

## Инфраструктура
В селе действуют неполная средняя школа (с 1932 г. как начальная), дом культуры, детский сад (1984 г.), библиотека, фельдшерско-акушерский пункт.

## Религия
Мечеть (с 1994 г.).